# Kulkornsmikrofon
En kulkornsmikrofon er en af de tidligste typer af mikrofoner: Den var meget brugt i telefonens barndom, men dens store skavank er dens sårbarhed: Får en kulkornsmikrofon et hårdt slag, vil den derefter levere et meget støjfyldt og "knasende" signal.
Kulkornsmikrofonen er en beholder fyldt med kulstøv, hvor "bunden" og "låget" er elektrisk ledende, men elektrisk isoleret fra hinanden så en elektrisk strøm kun kan passere gennem kulstøvet. "Låget" er udformet som en tynd membran, som kan svinge når den rammes af lydbølger: Når det sker, forplanter svingningerne sig til kulstøvet inde i beholderen, og når de enkelte kulpartikler bevæger sig i forhold til hinanden, ændres den elektriske ledningsevne gennem kulstøvet, og med den den strøm der passerer.
En kulkornsmikrofon er derfor forspændt med en jævnspænding gennem en formodstand, hvorover mikrofonsignalet kan udtages potentialefrit gennem en kondensator. Kulkassen, som kælenavnet også er, producere(de)s til forskellige forspændinger, f.eks. 6, 10 og 100 volt.
- Wikimedia Commons har flere filer relateret til Kulkornsmikrofon

| Lyd og billede | Spire Denne artikel om billed- og lydteknologi er en spire som bør udbygges. Du er velkommen til at hjælpe Wikipedia ved at udvide den. |